# Каварна
Каварна е български град, административен и стопански център на едноименната община Каварна. По данни на ГРАО към 15 септември 2023 г. в града живеят 11 261 души по настоящ адрес и 11 970 души по постоянен адрес, с което е шестият по големина град на българското Черноморие след Варна, Бургас, Несебър, Поморие и Балчик.
Разположен е в средните части на северното Българско Черноморие, южно от нос Калиакра. Населението на града през 2011 година е 11 368 жители, а на общината 15 093 жители. Намира се на 43 km от областния център Добрич, на 18 km от Балчик, на 20 km от Шабла, на 38 km от Дуранкулак, на 42 km от Варна и на 500 km от столицата София.

## География

### Релеф
Релефът е равнинен, равнинно-хълмист. По живописното каварненско крайбрежие с дължина от 42 км са развити малки плажни ивици. На брега е създаден просторен изкуствен плаж. До морето се издига труднодостъпният, с почти отвесни скатове, нос Чиракман. В миналото Чиракман се е врязвал на километри навътре в морето, но при силно земетресение той се срутва и постепенно ерозионното действие на водата оформя сегашния му непристъпен вид. На неговото равно плато са запазени развалините на крепостни стени, ровове, църкви, некрополи, където и до днес се провеждат археологически разкопки и изследвания.

### Води
Районът е богат на минерални води, които се причисляват по качества си към трапезните.

### Флора и фауна
Каварненският край предлага великолепни възможности за развитието на екотуризъм и специализиран туризъм – наблюдения и фотографии на растения, на делфини и различни риби в крайбрежните води. Любителите на птиците могат да останат с незабравими впечатления по всяко време на годината. Богатото разнообразие на птичи видове привлича туристи от цял свят и допринася Калиакра и Яйлата да се превърнат в едни от най-предпочитаните места в България за развитие на орнитоложки туризъм.

## История

### Античност
Каварна е привлекателен град не само като курортен център, но и със своята дълга история и културно-исторически забележителности. Провеждат се множество археологически разкопки, а находките от подводните експедиции провокират вниманието на чуждестранни учени и специалисти. Вече повече от три поредни години проучванията в региона се провеждат съвместно с учени от Франция и Италия.
Градът е основан през V век пр.н.е. от гръцки колонисти, разположили на платото на нос Чиракман колонията Бизоне. През III – II век пр. Хр. временно се заселват скитите. През тези години градът играе важна посредническа роля в търговията между местните селища и търговците от о-в Родос, Хераклея, Синоп, Египет и други. Северното добруджанско българско крайбрежие, въпреки че е неудобно за пристан, поради скалистите си брегове, е било притегателен център за търговците от Черноморието и Средиземноморието, поради това, че местните хора са произвеждали и търгували с висококачествено пшенично зърно. През втората половина на I век пр.н.е. катастрофално земетресение поглъща античния град в морето. Челната част на нос Чиракман се откъсва и заедно с нея във водите на Черно море потъват и най-богатите жители на града.
През римския период градът е бил възстановен под същото име и бързо процъфтява, селището се възражда, а пристанището се оживява. Известни са останки от базилика от VI век, може би посветена на светците Козма и Дамян. Градът съществувал в този си вид до VII век, когато бива разрушен от славяните и прабългарите, които създават селището Карвуна.

### Средновековие
През Средновековието селището се развива значително, като през XIII – XIV век достига своя най-голям разцвет при добруджанските деспоти Балик и Добротица. С днешното си име селището се споменава за първи път в началото на XV век. През времето на турските нашествия градът е бил почти разрушен, но през втората половина на XVII век отново е застроен.
Градът е значителен икономически и културен център през Античността и Средновековието с богати и разнообразни културни останки – крепостни стени, раннохристиянска базилика, средновековни църкви, обществени сгради.

### Под османска власт
Тук са открити пищно украсени предмети – монети от различни исторически епохи, златни накити, уникални образци с висока художествена стойност, златно тракийско съкровище от апликации и др. През XV – XIX в. средновековният град става известен под името Каварна, като християнско селище и пристанище за зърнени храни. От това време са запазени хамам (баня), средновековен некропол, мост, чешми, християнски църкви, множество надписи. По време на Руско-турската освободителна война (1877 г.), каварненци въстават в защита на града срещу башибозушки и черкезки отряди.

### От Освобождението до Балканските войни
Герой от Руско-турската освободителна война от 1877 – 1878 година е Еранос Ераносян, родом от Добрич (09.04.1844 г. – 22.(стар стил 10) 07.1877 г.). Исторически документи сочат, че по време на Руско-турската война арменецът Еранос Ераносян е началник на военния телеграф в Балчик. По време на Каварненското въстание, когато населението на града се вдига на въоръжена защита срещу напливащите башибозушки и черкезки орди, негова телеграма спасява Каварна от пълно унищожение, а жителите ѝ от гибел. Телеграфистът Ераносян, без разрешението на властта, изпраща телеграма до чуждите консули във Варна и посланици в Цариград, в която съобщава за положението в Каварна. Той пише: „В този момент избиват християните в Каварна, която е на половин час път от Балчик. Ако никаква помощ не дойде до утре, всичко ще бъде свършено. Направете тази телеграма достояние на всички посланици“. Дипломатите реагират веднага пред Високата порта и принуждават турските управници да изпратят военни кораби, макар преди това многократно да отклонява молбите на каварненци. Еранос Ераносян успява да предупреди и спаси жителите на град Каварна от вилнеещите в Добруджа башибозушки орди, но загива при отбраната на града. По повод 130 години от Освобождението на България от османска власт на 14 декември 2007 г. признателните каварненци откриват паметник на Еранос Ераносян, известил Европа за изстъпленията на башибозуците по време на Каварненското въстание от 1877 година.
След Освобождението градът е включен в пределите на Княжество България.

### Румънска окупация
От началото на XX век Каварна бележи бърз възход като стопански и културен център на региона, прекъснат през 1913 г. когато градът пада под румънска окупация. Българското население се противопоставя на асимилаторската политика на румънските власти, чрез активна културно-обществена дейност на църквата, читалищата и културно-просветните дружества. Според запазените писмени свидетелства към 1929 година селищата от вътрешността претърпяват чувствително стопанско развитие със завършването на железопътната линия Добрич – Черна вода. Крупните търговски центрове Балчик и Каварна губят значението си. Крайбрежието запустява, а градовете му намаляват стокооборота си наполовина, което сочи тенденция към превърщането им в летни курорти с малочислено население, разчитащо на сезонни приходи.
През 1940 г. градът е върнат в пределите на Царство България. След кооперирането през 1948 г. тук е основано поделение на Районния кооперативен съюз във Варна.

### Археология
Ръководителят на завършилия първи етап на подводната археологическа експедиция „Каварна ’2005“ Асен Салкин съобщи, че римскиат град Бизоне е потъвал два пъти в морето. За това свидетелстват локализираните от леководолази граници на потънал квартал от римския град Бизоне в Каварненския залив. За наличието на жилищни сгради на дъното на морето археолозите съдят от откритите дялани каменни блокове и парчета от тухлена стена. Находките датират от втори век от новата ера. Според ръководителя на експедицията този квартал няма нищо общо с катастрофалното земетресението от първи век преди новата ера, описано от елинските географи Страбон и Помпоний Мела. Подводните находки свидетелстват за друго явление, за което учените изказвали само предположения. Става дума за трансгресия и регресия на земните пластове или движение на сушата. Тя е започнала да се издига през първи век преди новата ера и това е продължило до втори век. През този период морският бряг вероятно се е издигнал с 4 метра, а един ден внезапно е пропаднал и крайбрежните квартали на Бизоне се озовали под водата.

## Население
Численост на населението според преброяванията през годините:
| \| Година на преброяване \| Численост \| \| --------------------- \| --------- \| \| 1934 \| 4787 \| \| 1946 \| 5652 \| \| 1956 \| 7053 \| \| 1965 \| 8300 \| \| 1975 \| 10 881 \| \| 1985 \| 12 030 \| \| 1992 \| 12 139 \| \| 2001 \| 11 520 \| \| 2011 \| 11 549 \| \| 2021 \| 10 507 \| |           |
| Година на преброяване | Численост |
| 1934 | 4787      |
| 1946 | 5652      |
| 1956 | 7053      |
| 1965 | 8300      |
| 1975 | 10 881    |
| 1985 | 12 030    |
| 1992 | 12 139    |
| 2001 | 11 520    |
| 2011 | 11 549    |
| 2021 | 10 507    |

### Брой на населението
Долната таблица показва изменението на населението на града в периода след втората световна война (1946 – 2009):
| Каварна                                                                                   | Каварна | Каварна | Каварна | Каварна | Каварна | Каварна | Каварна | Каварна | Каварна | Каварна |
| ----------------------------------------------------------------------------------------- | ------- | ------- | ------- | ------- | ------- | ------- | ------- | ------- | ------- | ------- |
| година                                                                                    | 1946    | 1956    | 1965    | 1975    | 1985    | 1992    | 2001    | 2005    | 2007    | 2009    |
| население                                                                                 | 5652    | 7053    | 8300    | 10 881  | 12 033  | 12 139  | 11 479  | 11 415  | 11 438  | 11 397  |
| Източници: Национален статистически институт, „Citypopulation.de“ и „Pop-stat.mashke.org“ |         |         |         |         |         |         |         |         |         |         |

### Религии
Преобладаващата част от населението, на общината изповядва източноправославието, като малка част от него са гагаузи. В някои от прилежащите села, и по-слабо застъпено в самия град, има представители на мюсюлманското вероизповедание, както и съвсем малък процент протестанти.

### Етнически състав
Численост и дял на етническите групи според преброяването на населението през 2011 г.:
|                     | Численост | Дял (в %) |
| Общо                | 11549     | 100,00    |
| Българи             | 7900      | 68,40     |
| Турци               | 502       | 4,34      |
| Цигани              | 1847      | 15,99     |
| Други               | 27        | 0,23      |
| Не се самоопределят | 78        | 0,67      |
| Неотговорили        | 1195      | 10,34     |

## Политика

### Кмет
Настоящият кмет на Каварна е Елена Балтаджиева, избрана на изборите през октомври 2019 с подкрепата на ВМРО. В продължение на 8 години (2007 – 2015) е била началник отдел „Евроинтеграция“ в община Каварна. Надгражда опита си като заместник-кмет на община Тутракан през мандат 2015 – 2019.

### Побратимени градове
- Пиацола сул Брента, Италия
- Бабадаг, Румъния
- община Босилеград, Сърбия
- Общински Образователен Център „Въйборски район“ Ленинградска област, Русия
- община Зайчар, Сърбия
- община Крушево, Северна Македония
- община Михайловце, Словакия
- община Наводари, Румъния
- община Пефки, Гърция от 29 юли 2004 г.
- Подолск, Русия
- община Призрен, Косово
- община Скаржиско-Каменна, Полша
- Център за култура Цариброд, Сърбия
- община Щербинка, Русия
- Барселона, Испания от 1 март 2012

## Икономика
Днес икономиката на града се развива на базата на селското стопанство, което все още създава най-голяма част от БДС. Въпреки оскъдната, изкуствено създадена пясъчна ивица, в града се възлагат надежди на морския туризъм. Търсят се и други варианти за почивка, като например голфтуризма
Северно по бреговете на Каварна, в непосредствена близост до курортната зона, съществува действащо рибарско селище. В Каварна често се осъществява дейността тралене (начин за ловене на рапани), което е особено доходоносно, но забранено от закона поради вредния си ефект върхо морското дъно и неговите флора и фауна.
Градът разполага с малко яхтено пристанище и риболовна база.

## Култура

### Градски музей
Намира се непосредствено до реставрираната стара турска баня – Хамама. В експозицията на Градския исторически музей могат да се видят материали, които показват хилядолетната история на града ук са изложени свидетелства за живота на населението в околността от древни времена до наши дни. Представен е макет на праисторическо пещерно селище, множество сечива, оръжия и предмети от бита, пушки и пистолети от освободителните войни, както и етнографски материали – облекла, накити, битови тъкани и други.

### Етнографски музей
Представлява красива стара къща от края на XIX в. Принадлежала е на богато семейство. Интериорът разкрива домашния бит и култура на основните групи населяващи този район – добруджанци, балканджии-котленци и гагаузи; помещения характерни за добруджанската къща, различни предмети от бита и ежедневието на населението. Сградата е заобиколена от прекрасна градина, пълна с черничеви дървета, божури и лалета.

### Читалище „Съгласие“
То е най-старото в община Каварна, основано през 1890 година. Още от основаването му там съществува читалищна библиотека, която разполага с около 68200 тома литература. Читалището поощрява творческата самодейност в града и осигурява терен за осъществяването на различен вид мероприятия – концерти, театрални постановки, танцови представления и т.н. Читалището винаги е било важен фактор за духовното облагородяване на жителите на Каварна.

### Кухня
Кухнята се състои от традиционни български ястия. Специалитет на град Каварна е ястието „катено мезе“, произлязло от необикновените кулинарни умения на леля Катя в далечните години на Балканската война, когато тя е била гарнизонна готвачка на 18 пехотен полк.
Традиционните български ястия, присъщи за Североизточна България, са също така застъпени в трапезата на каварненци.

### Други
Провежда се Каварна рок фест. Тук се намира Алеята на рока.

## Забележителности

### Експозиция „Добруджа и морето“
Експозицията представлява малък морски музей. Намира се в реставрираната стара турска баня – Хамама. Строена е в началото на XV век и представлява масивна куполна баня от камък. Разположена е в началото на долината, водеща към пристанището на 0,5 километра от центъра на града. Тук могат да се видят множество каменни котви, амфори, керамични съдове, извадени, при подводни археологически експедиции. В зала „Съкровищница“ са изложени: уникален полиметален свитък – домонетно средство за размяна, монети от различни епохи, тракийско златно съкровище. Цветни карти от античността и средновековието допълват представата за древното корабоплаване по северното Черноморие.

### Църкви
Църквата „Свети Георги“ е построена през 1836 година, а църквата „Успение Богородично“ през 1860 година. Двата храма са играли важна роля в през Османското иго и след Освобождението, като образователни и културни средища.

### Стари чешми
Това са били 12 изворни чешми разположени в протежение на 2 км в долината към пристанището. Част от тях са разрушени, а останалите са реставрирани. Голямото количество изворна вода образува малка рекичка.

### Водоскоци
Намират се в обширния център на града, разположени са между пощата и читалището. Представляват няколко на брой водоизточника от изкуствен тип, пресъздаващи автентичната атмосфера на града. Място са за срещи и отдих за гражданите на Каварна.

### НосКалиакра
Издаден е 2 км навътре в морето. Намира се на 8 км от село Българево, община Каварна. Носът е природен и археологически резерват. Там гнезди аристотелевият корморан и могат да се видят делфини. През IV в. пр. Хр. тук израства селището Тиризис, по името на местното тракийско племе „тиризи“. Според древногръцкия историк и географ Старбон, тук, наместникът на Александър Македонски – Лизимах е разположил своята войска във войната с черноморските градове – колонии, където скрил съкровище от четиридесет товара злато. През римската епоха крепостта се разраства под името Акрос Кастелум (укрепен нос) – строят се водопровод, баня, крепостни стени, обществени сгради. В края на XIV век крепостта става столица на Карвунското деспотство на Добротица, който сече монети с името на Калиакра. Запазени са много архитектурни останки от крепостни стени, средновековни църкви, римска баня, водопровод, гробница, обществени сгради.

### Яйлата
„Яйла“ е национален археологически резерват. Той е приморска тераса, отделена от Добружанското плато с 50 – 60 метрови скални масиви. Яйлата е неповторимо място, което съчетава археологически останки с природни дадености. Тук се намира пещерно селище от над 100 пещери от V хилядолетие пр.н.е. От Античността са запазени светилище, жертвени камъни, винарни, четири некропола от скални гробници, вкопани в скалния масив, запазена и частично реставрирана крепост от V – VI век след Хр. и други паметници на културата. През Средновековието пещерите са били използвани като манастирски комплекс. По стените на някои от тях се различават прабългарски знаци – руни, кръст и каменни икони.

### Русалка
Ваканционно селище „Русалка“ е разположено на 20 километра източно от град Каварна в уникалния природен резерват „Птичия залив“ и на север от нос Калиакра. В силно урбанизираната Европа районът на „Русалка“ е една от малкото запазени в наши дни диви степи на континента. Изключително красиво насеченият скалист бряг, малките закътани пясъчни ивици, вековните дъбове и растителни видове привличат милиони представители на пернатия свят и превръщат „Птичия залив“ в оазис на недокоснатата от векове природа. Многобройни археологически паметници, най-старите от които са от преди 8000 години, превръщат крайбрежието на „Русалка“ в неповторим археологически резерват. Античните и средновековни крепости, скалните гробници, пещерите, жертвените камъни и днес са притегателен център за учени и специалисти от цял свят.

## Спорт
- В близост до общинското село Божурец се намира най-големият черноморски голф-проект, наречен „Тракийски скали“. Първокласният голф-комплекс включва игрище, свръхлуксозни апартаменти и вили, както и яхтено пристанище. Този проект, заедно с още едно голф-игрище, БлексийрРама Голф и Вили, се осъществяват по идея на световноизвестния голфър Гари Плейър. Третото игрище, Лайтхаус Голф и Спа, е създадено по проект на Иан Уснам.
- Стадион „Калиакра“, където се провеждат не само футболни двубои, но с подкрепата на кмета Цонко Цонев гостуват и множество известни рок и метъл групи от целия свят. От 2006 до 2016 година традиционно се провежда рок/метъл фестивала Каварна Рок Фест, до 2010 г. под името Калиакра Рок Фест. Така Каварна получава наименованието „рок-столица на България“. От 2017 година по финансови причини фестивалът е прекратен.
- Футболният отбор на град Каварна се нарича „Калиакра 1923“. По време на първия мандат на Цонко Цонев, отборът се завръща в „Б“ Източна футболна група след 26-годишно прекъсване. Под ръководството на Велислав Вуцов „Калиакра 1923“ играе бараж за влизане в А ПФГ, с отбора на „Миньор“ – Перник, завършил със загуба за ФК „Калиакра 1923“ след изпълнение на дузпи. През сезон 2009 – 2010 г. тимът от Каварна се класира на 1-во място в първенството на Б група и през сезон 2011 – 2012 играе в А група.
- Тенис игрища и спортен салон – намират се непосредствено до стадиона. Редовно се провеждат различни тенис турнири. От 2007 година на стадиона в Каварна е монтирано модерно осветление, като тренировъчното игрище до самия стадион също е бъде осветено.
- В спорта карате успешен е Клуб по Бойни Спортове „Калиакра“, под ръководството на завършилия НСА със специалност треньор по карате, сенсей Ариф Арифов. Създаден през 2005 година, клубът непрекъснато се развива във възходяща посока и през последните години КБС „Калиакра“ има много изяви на държавно и международно ниво, спечелвайки множество световни, европейски и държавни титли. Изявени състезатели на клуба са Женя Янева, Елена Янева, Кристиян Георгиев, Симона Якимова, Яна Якимова, Грациела Йорданова, Дани Филев, Симона Атанасова, Габриела Дончева, Дона Димитрова, Дамиан Янев и други. Доджото на клуба се намира в централната градска част на втория етаж в Сити Център.
- Клубът по кикбокс, под ръководството на Ердоан Демиров, СК „Ринг“ – Каварна, излъчва световната шампионка Едже Демирова през 2017 г. Залата на клуба се намира в ОУ „Йордан Йовков“.
- Градът има традиции и в спорта хандбал. По времето на Георги Минков, треньор на Хандбален Клуб "Калиакра" отборът има и национални състезатели. ХК „Калиакра“ в момента се управлява от бившия състезател и настоящ треньор Красимир Гецов, има добра детско-юношеска школа и се състезава в държавното първенство на България. Тренировките на ХК „Калиакра“ се провеждат във физкултурния салон на СУ „Стефан Караджа“.
- Силно и устойчиво представяне в България и чужбина има Клуб по Корабомоделизъм "Вимпел"[13].

## Редовни събития
От 2004 година в Каварна се провежда Общобългарски младежки фолклорен събор „С България в сърцето“. Това е единствения по мащабите си събор, който обединява българските младежи от целия свят на базата на българския фолклор. Утвърден като традиционен Общобългарски младежки фолклорен събор, „С България в сърцето“ събира през годините младежи, потомци на българи от Албания, Молдова, Русия, Украйна, Северна Македония, Румъния и Сърбия. Организатори са община Каварна и продуцентска къща Пирина.
В Спортна зала „Олимпиада“ в последните години се провежда Държавно първенство по Кикбокс.
През 2022 година, отново в спортна зала „Олимпиада“, се проведе XVII Международен турнир по олимпийско карате за купата на община Каварна.

## Личности

### Родени в Каварна
- Георги Карамузов, български революционер от ВМОРО, четник на Никола Груйчин[14]
- Димитър Дамянов, опълченец от Каварна в Освободителната война
- Станка Калчева, актриса
- Христо Градечлиев (1935 – 2004), български художник-график
- Кирияк Цонев (1938 – 2016), дипломат и писател
- Николай Урумов (р. 1963), актьор и режисьор

### Починали в Каварна
- Георге Чяра (1881 – 1939), румънски поет
- Еранос Ераносян (1844 – 1877), телеграфист

## Други
На Каварна е наречена улица в квартал „Лагера“ в София (Карта).

## Изследвания
- Asen Emilov Salkin. Bizone – в Ancient Greek Colonies in the Black Sea. Vol. 1. Eds. Dimitrios V. Grammenos and Elias K. Petropoulos. Oxford, Archaeopress, 2001 (BAR International Series; 1675 (1 – 2)), 37 – 50